# Коді Гакпо
Коді Матес Га́кпо (нід. Cody Mathès Gakpo, нар. 7 травня 1999, Ейндговен) — нідерландський футболіст тоголезького походження, лівий вінгер клубу «Ліверпуль».

## Клубна кар'єра

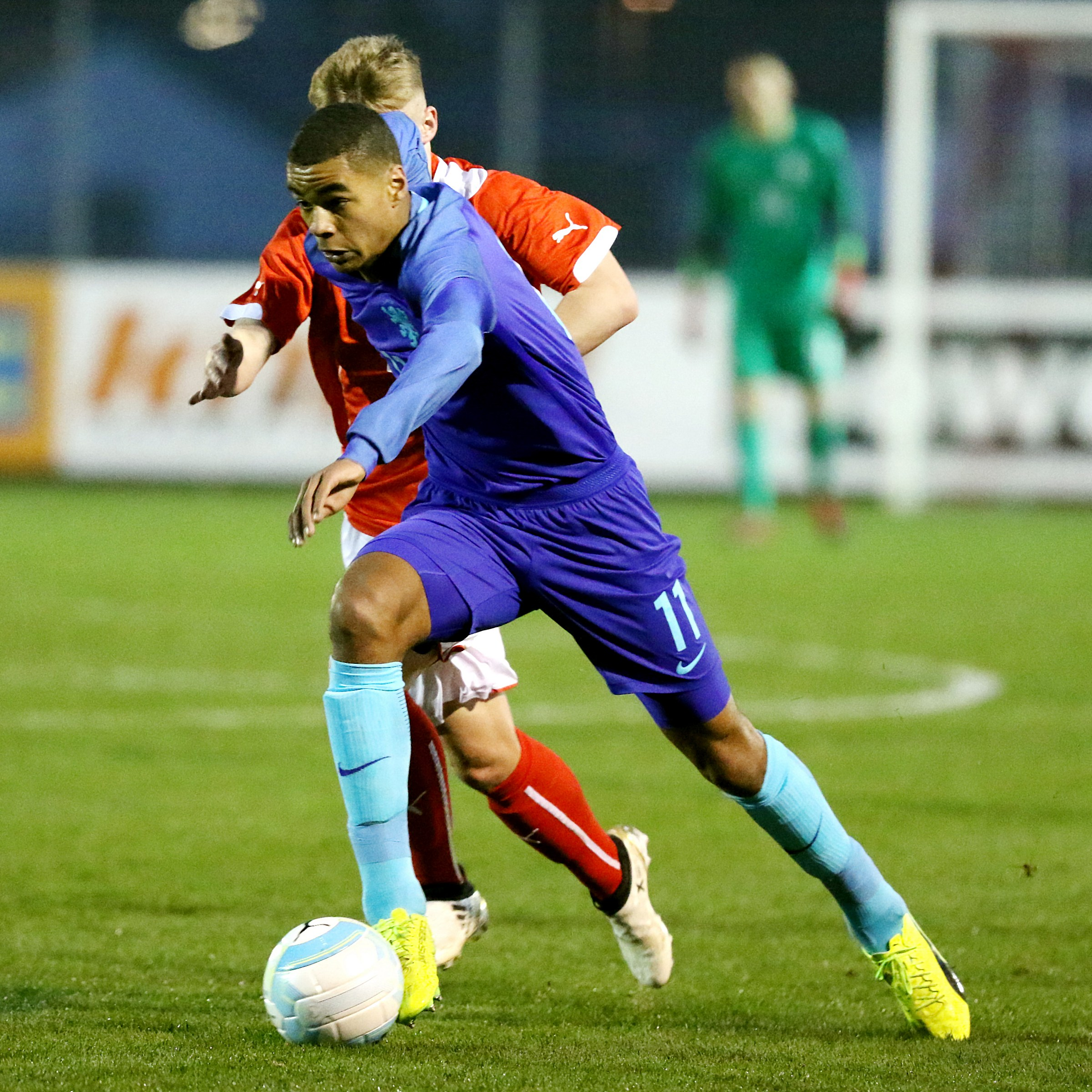
Гакпо у складі юнацької збірної Нідерландів. 2017 рік.

Вихованець клубу ПСВ зі свого рідного міста Ейндговен. За резервну команду дебютував 4 листопада 2016 року в матчі проти «Гелмонд Спорта» в Ерстедивізі. Загалом провів за дублерів 26 матчів у другому нідерландському дивізіоні і забив 17 голів.
На початку 2018 року Коді був включений в заявку основної команди. 25 лютого 2018 року матчі проти «Феєнорда» він дебютував у її складі в Ередівізі, замінивши в другому таймі Стівена Бергвейна. Цей матч так і залишився єдиним для молодого гравця в тому сезоні, в якому клуб став чемпіоном Нідерландів. З сезону 2019/20 став основним гравцем ПСВ.

## Виступи за збірні
Гравець юнацьких та молодіжних збірних Нідерландів. З молодіжною командою поїхав на молодіжний чемпіонат Європи 2021 року в Угорщині та Словенії, де в матчі проти Угорщини, відзначився голом і допоміг своїй команді виграти 6:1 та вийти з групи з першого місця.

## Статистика виступів

### Статистика клубних виступів
| Сезон                | Команда              | Чемпіонат            | Чемпіонат | Чемпіонат | Національний кубок | Національний кубок | Національний кубок | Континентальні кубки | Континентальні кубки | Континентальні кубки | Інші змагання | Інші змагання | Інші змагання | Усього | Усього |
| Сезон                | Команда              | Ліга                 | Ігор      | Голів     | Ліга               | Ігор               | Голів              | Ліга                 | Ігор                 | Голів                | Ліга          | Ігор          | Голів         | Ігор   | Голів  |
| -------------------- | -------------------- | -------------------- | --------- | --------- | ------------------ | ------------------ | ------------------ | -------------------- | -------------------- | -------------------- | ------------- | ------------- | ------------- | ------ | ------ |
| 2016-17              | «Йонг ПСВ»           | ЕЕ                   | 2         | 0         | -                  | -                  | -                  | -                    | -                    | -                    | -             | -             | -             | 2      | 0      |
| 2017-18              | «Йонг ПСВ»           | ЕЕ                   | 13        | 7         | -                  | -                  | -                  | -                    | -                    | -                    | -             | -             | -             | 13     | 7      |
| 2018-19              | «Йонг ПСВ»           | ЕЕ                   | 11        | 10        | -                  | -                  | -                  | -                    | -                    | -                    | -             | -             | -             | 11     | 10     |
| Всього за «Йонг ПСВ» | Всього за «Йонг ПСВ» | Всього за «Йонг ПСВ» | 26        | 17        |                    | -                  | -                  |                      | -                    | -                    |               | -             | -             | 26     | 17     |
| 2017-18              | «ПСВ»                | ЕР                   | 1         | 0         | КН                 | 0                  | 0                  | ЛЄ                   | 0                    | 0                    | -             | -             | -             | 1      | 0      |
| 2018-19              | «ПСВ»                | ЕР                   | 16        | 1         | КН                 | 2                  | 1                  | ЛЧ                   | 1                    | 0                    | СКН           | 0             | 0             | 19     | 2      |
| 2019-20              | «ПСВ»                | ЕР                   | 25        | 7         | КН                 | 2                  | 0                  | ЛЧЛЄ                 | 2+9                  | 0+1                  | СКН           | 1             | 0             | 39     | 8      |
| 2020-21              | «ПСВ»                | ЕР                   | 23        | 7         | КН                 | 1                  | 0                  | ЛЄ                   | 5                    | 4                    | -             | -             | -             | 29     | 11     |
| 2021-22              | «ПСВ»                | ЕР                   | 27        | 12        | КН                 | 4                  | 2                  | ЛЧ+ЛЄ+ЛК             | 6+4+5                | 2+2+3                | СКН           | 1             | 0             | 47     | 21     |
| 2022-23              | «ПСВ»                | ЕР                   | 14        | 9         | КН                 | 0                  | 0                  | ЛЧ                   | 5                    | 3                    | СКН           | 1             | 1             | 20     | 13     |
| Всього за «ПСВ»      | Всього за «ПСВ»      | Всього за «ПСВ»      | 106       | 36        |                    | 9                  | 3                  |                      | 37                   | 15                   |               | 3             | 1             | 155    | 55     |
| Усього за кар'єру    | Усього за кар'єру    | Усього за кар'єру    | 132       | 53        |                    | 9                  | 3                  |                      | 37                   | 15                   |               | 3             | 1             | 181    | 72     |

### Статистика виступів за збірну
Станом на 9 грудня 2022 року
| Дата       | Місто     | Господарі          | Результат               | Гості      | Турнір                                    | Голи | Примітки |
| ---------- | --------- | ------------------ | ----------------------- | ---------- | ----------------------------------------- | ---- | -------- |
| 21-6-2021  | Амстердам | Північна Македонія | 0 – 3                   | Нідерланди | ЧЄ 2020 - груповий етап                   | -    | 79'      |
| 1-9-2021   | Осло      | Норвегія           | 1 – 1                   | Нідерланди | Відбір до ЧС 2022                         | -    |          |
| 4-9-2021   | Ейндговен | Нідерланди         | 4 – 0                   | Чорногорія | Відбір до ЧС 2022                         | 1    | 77'      |
| 8-10-2021  | Рига      | Латвія             | 0 – 1                   | Нідерланди | Відбір до ЧС 2022                         | -    | 76'      |
| 8-6-2022   | Кардіфф   | Уельс              | 1 – 2                   | Нідерланди | Ліга націй УЄФА 2022—2023 - груповий етап | -    | 67'      |
| 11-6-2022  | Роттердам | Нідерланди         | 2 – 2                   | Польща     | Ліга націй УЄФА 2022—2023 - груповий етап | -    | 64'      |
| 14-6-2022  | Роттердам | Нідерланди         | 3 – 2                   | Уельс      | Ліга націй УЄФА 2022—2023 - груповий етап | 1    |          |
| 22-9-2022  | Варшава   | Польща             | 0 – 2                   | Нідерланди | Ліга націй УЄФА 2022—2023 - груповий етап | 1    | 61'      |
| 25-9-2022  | Амстердам | Нідерланди         | 1 – 0                   | Бельгія    | Ліга націй УЄФА 2022—2023 - груповий етап | -    | 31'      |
| 21-11-2022 | Доха      | Сенегал            | 0 – 2                   | Нідерланди | ЧС 2022 - груповий етап                   | 1    | 90+4'    |
| 25-11-2022 | Ер-Раян   | Нідерланди         | 1 – 1                   | Еквадор    | ЧС 2022 - груповий етап                   | 1    | 80'      |
| 29-11-2022 | Ель-Хаур  | Катар              | 0 – 2                   | Нідерланди | ЧС 2022 - груповий етап                   | 1    | 82'      |
| 3-12-2022  | Ер-Раян   | Нідерланди         | 3 – 1                   | США        | ЧС 2022 - 1/8 фіналу                      | -    | 90+4'    |
| 9-12-2022  | Лусаїл    | Нідерланди         | 2 – 2 д.ч. (3 - 4 п.п.) | Аргентина  | ЧС 2022 - чвертьфінал                     | -    | 113'     |
| Усього     |           | Матчів             | 14                      |            | Голів                                     | 6    |          |

## Титули і досягнення
- Чемпіон Нідерландів (1):

ПСВ: 2017-18
- Володар Суперкубка Нідерландів (2):

ПСВ: 2021, 2022
- Володар Кубка Нідерландів (1):

ПСВ: 2022
- Володар Кубка Футбольної ліги (1):

«Ліверпуль»: 2023-24
- Чемпіон Англії (1):

«Ліверпуль»: 2024-25